# Cugny-lès-Crouttes
Pour le musicien français, voir Laurent Cugny.
Cugny-lès-Crouttes est une localité de la commune d'Oulchy-le-Château et une ancienne commune française, située dans le département de l'Aisne en région Hauts-de-France.

## Géographie
L'ancienne commune était composé de deux localités, celle de Cugny, chef-lieu de l'ancienne commune, et celle de Crouttes. La commune avait une superficie de 5,72 km2

## Toponymie
Cugny est attesté sous les formes Cauviniacus (vers 954) ; Caviniacus (956) ; altare de Cahunengy (1145) ; Vile de Keugny (1373).

La préposition « lès » permet de signifier la proximité d'un lieu géographique par rapport à un autre lieu. En règle générale, il s’agissait d'un lieu qui tenait à se situer par rapport à une localité voisine plus grande. La commune de Cugny indiquait qu'elle se situait près de Crouttes.
Crouttes est un ancien hameau de la commune de Cugny attesté sous les formes Croustes-sous-Cugny (1678) ; Croutte.

De l'oil crote, croute, creute « caverne , grotte », d'abord au singulier , puis au pluriel. 

## Histoire
La commune de Cugny-lès-Crouttes a été créée lors de la Révolution française. Le 31 décembre 1976, elle est supprimée à la suite d'un arrêté préfectoral du 29 décembre 1976. Son territoire est alors rattaché à la commune voisine d'Oulchy-le-Château par le même arrêté.

## Administration
Jusqu'à sa suppression en 1976, la commune faisait partie du canton d'Oulchy-le-Château dans le département de l'Aisne. Elle portait le code commune 02247. Elle appartenait aussi à l'arrondissement de Soissons depuis 1801 et au district de Soissons entre 1790 et 1795. La liste des maires de Cugny-lès-Crouttes est :
| Période                                  | Période | Identité | Étiquette | Qualité |
| ---------------------------------------- | ------- | -------- | --------- | ------- |
|                                          |         |          |           |         |
| Les données manquantes sont à compléter. |         |          |           |         |

## Démographie
Jusqu'en 1976, la démographie de Cugny-lès-Crouttes était :
| 1793 | 1800 | 1806 | 1821 | 1831 | 1836 | 1841 | 1846 | 1851 |
| ---- | ---- | ---- | ---- | ---- | ---- | ---- | ---- | ---- |
| 103  | 127  | 136  | 109  | 122  | 131  | 142  | 140  | 124  |

| 1856 | 1861 | 1866 | 1872 | 1876 | 1881 | 1886 | 1891 | 1896 |
| ---- | ---- | ---- | ---- | ---- | ---- | ---- | ---- | ---- |
| 123  | 122  | 111  | 101  | 104  | 99   | 97   | 90   | 100  |

| 1901 | 1906 | 1911 | 1921 | 1926 | 1931 | 1936 | 1946 | 1954 |
| ---- | ---- | ---- | ---- | ---- | ---- | ---- | ---- | ---- |
| 91   | 82   | 80   | 65   | 61   | 64   | 60   | 56   | 46   |

| 1962 | 1968 | 1975 | - | - | - | - | - | - |
| ---- | ---- | ---- | - | - | - | - | - | - |
| 28   | 27   | 26   | - | - | - | - | - | - |

## Patrimoine
- Église Saint-Médard de Cugny-les-Crouttes